# Costa Saunders
|  |

La costa Saunders es una porción de la Tierra de Marie Byrd en la Antártida. Se extiende desde la punta Brennan (76°05′S 146°31′O / -76.083, -146.517) en la entrada este de la bahía Block, que la separa de la costa Ruppert, hasta el cabo Colbeck (77°07′S 158°01′O / -77.117, -158.017) en la extremidad noroeste de la península de Eduardo VII, que la separa de la costa Shirase en el mar de Ross.
Esta costa fue explorada el 5 de diciembre de 1929 mediante un avión perteneciente a la expedición del almirante Richard E. Byrd (1928-1930) y fue cartografiada por fotografías aéreas obtenidas en el vuelo del capitán Harold E. Saunders, de quien tomó el nombre. El Servicio Geológico de los Estados Unidos cartografió completamente la costa Saunders mediante expediciones en el terreno y por fotografías aéreas desde aviones de la Armada de los Estados Unidos entre 1959 y 1966.

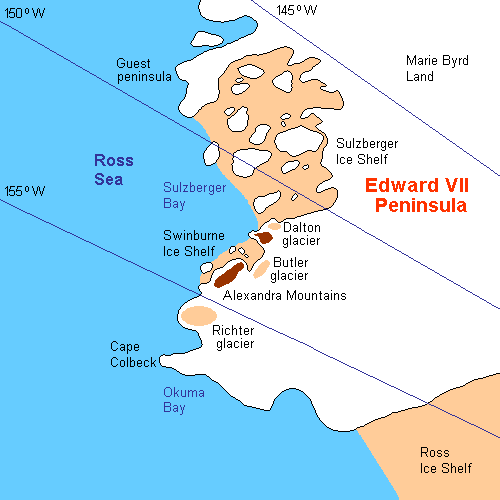
Mapa de la costa Saunders.

## Reclamaciones territoriales
El sector de la costa Saunders al oeste de los 150° Oeste es reclamado por Nueva Zelanda como parte de la Dependencia Ross, mientras que al este de ese meridiano se extiende la terra nullius antártica no reclamada por ningún país. La reclamación neocelandeza es reconocida por unos pocos países y desde la firma del Tratado Antártico en 1959, lo mismo que otras reclamaciones antárticas, ha quedado sujeta a sus disposiciones, por lo que Nueva Zelanda ejerce actos de administración y soberanía sobre el territorio sin interferir en las actividades que realizan otros estados en él.
Nomenclatura del país reclamante:
- Nueva Zelanda: Saunders Coast

## Geografía
En el sector reclamado por Nueva Zelanda se halla la península de Eduardo VII, las montañas Alexandra, las islas Fisher y Kizer en su totalidad, los sectores occidentales de las islas Vollmer y Cronenwett en la bahía Sulzberger, y los glaciares Withrow, Butler y Dalton.
La barrera de hielo Sulzberger se extiende a lo largo de la costa desde la isla Fisher, formando un frente que toca las islas Kizer, Cronenwett y Vollmer hasta alcanzar la península Guest. Dentro de la barrera de hielo se encuentra el archipiélago Marshall, que comprende las islas: Kizer, Cronenwett, Vollmer, Moody, Steventon, Przybyszewski (o Prezbecheski), Benton, Grinder, Hannah, Kramer, Madden, Thode, Radford, Morris, y Farmer.
La costa Saunders está enmarcada por las cordilleras Ford, de las cuales se desprenden las montañas Haines, Mackay, Clark y Fosdick. Los principales glaciares que separan esos macizos son: Hammond, Boyd, Arthur, y el glaciar del valle Crevasse.
La cuenca Saunders es una cuenca marina subglaciar en la parte central de la barrera de hielo Ross, que fue nombrada en asociación con la costa Saunders.